# نووا وس ناد پوپلکوو
نووا وس ناد پوپلکوو (به چکی: Nová Ves nad Popelkou) یک منطقهٔ مسکونی در جمهوری چک است که در ناحیه سمیلی واقع شده‌است. نووا وس ناد پوپلکوو ۶۵۴ نفر جمعیت دارد و ۴۲۸ متر بالاتر از سطح دریا واقع شده‌است.